# FOO-1

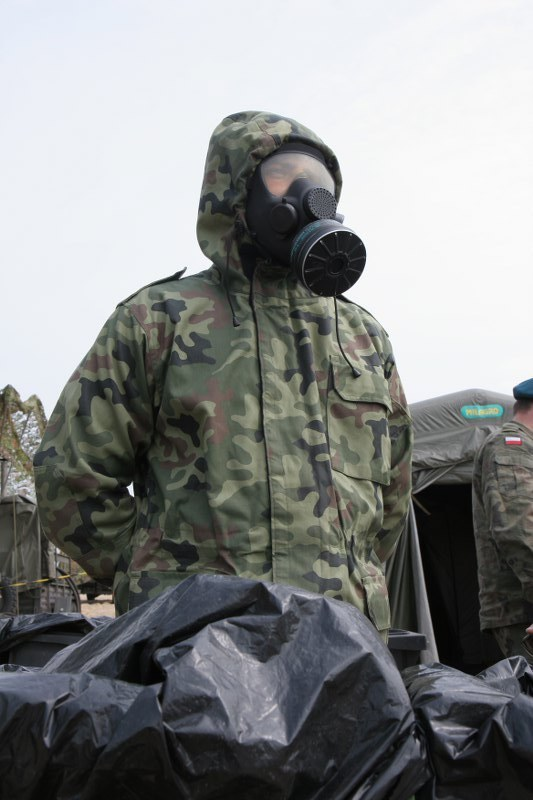
Polski żołnierz w stroju FOO-1 i masce MP-5

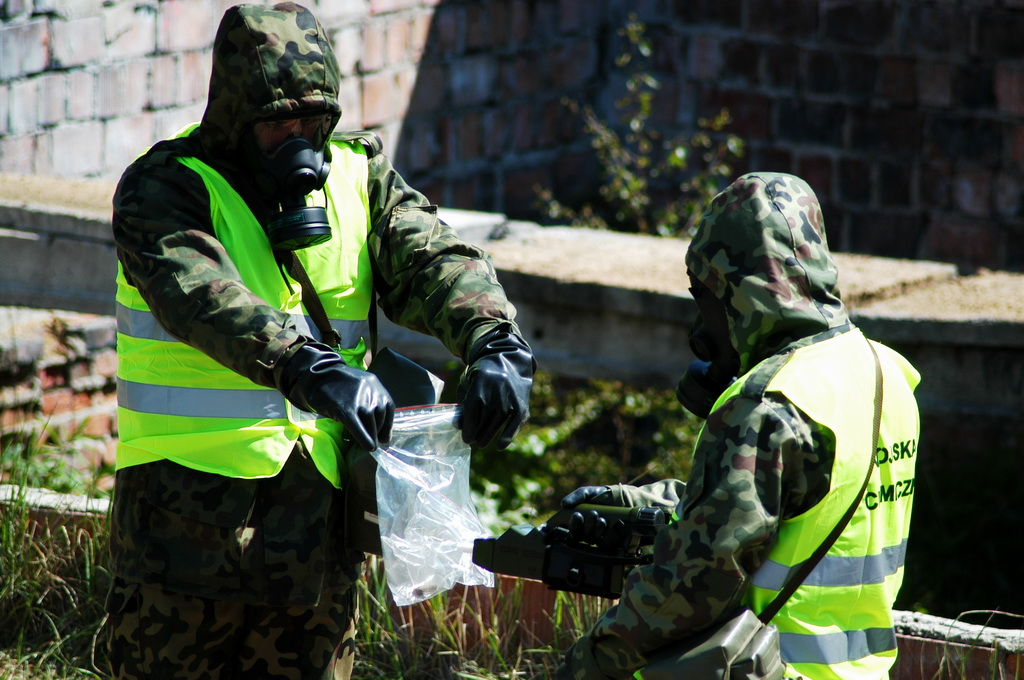
Żołnierze polscy w strojach FOO-1 i maskach MP-5

Filtrosorpcyjna Odzież Ochronna (FOO-1) – filtracyjny strój ochronny będący obecnie na wyposażeniu Wojska Polskiego. Zaprojektowany jako następca strojów OP-1 i L-2.

## Charakterystyka
FOO-1 przeznaczona jest do indywidualnej ochrony żołnierza przed skażeniami chemicznymi, biologicznymi i promieniotwórczymi, występującymi w postaci par, aerozoli i pyłów. Przystosowana jest do użycia łącznie z maską przeciwgazową MP-5. Strój podobnie jak nowoczesne stroje ochronne ma strukturę dwuwarstwową: warstwę wierzchnią stanowi tkanina mundurowa o wykończeniu wodoodpornym i oleofobowym, a warstwę wewnętrzną – materiał filtrosorpcyjny. Rękawice i buty są wykonane z gumy butylowej. Strój przystosowany jest do noszenia zamiast munduru. FOO-1 wykonywany jest w sześciu rozmiarach, buty ochronne w trzech.
W skład zestawu FOO-1 wchodzą:
- Ubranie filtracyjne (kurtka z kapturem i spodnie)
- Rękawice gumowe z bawełnianymi wkładkami ocieplającymi
- Buty ochronne
- Torba na buty i rękawice
- Zasobnik na strój

Całkowita waga odzieży ochronnej wynosi średnio ok. 5,5 kg.
Aby zwiększyć ochronę przed bronią ABC do stosowania wraz z FOO-1 przeznaczono jednorazową narzutkę ochronną NO-1.

## Parametry techniczne według producenta
- czas bezpiecznego przebywania w atmosferze skażonej – 24 godziny;
- okres przydatności do użycia po wyjęciu z hermetycznego opakowania – do 30 dni;
- maksymalna liczba cykli zamoczenie–suszenie (w tym pranie) – do 6 razy;
- czas ochrony:
  - przed parami iperytu – 24 godziny,
  - przed kroplami iperytu – 8 godzin;
- odporność na impuls termiczny wybuchu jądrowego – 80 J/cm2;
- okres przechowywania w opakowaniu fabrycznym – 10 lat